# Буржуа, Луиза
Луиза Буржуа (фр. Louise Bourgeois; 25 декабря 1911, Париж — 31 мая 2010, Нью-Йорк) — американский скульптор, живописец и график французского происхождения.

## Образование
- 1921—1927 — Лицей Фенелона, Париж.
- 1932—1935 — Изучала математику в Сорбонне, Париж.
- 1935—1936 — Высшая школа Лувра, Париж.
- 1936—1937 — класс Роже Бисьера в Академии Рансона.
- 1936—1937 — Académie d‘Espagnat.
- 1936—1938 — Школа изящных искусств, Париж (Devambez and Colarossi).
- 1937—1938 — Академия Гранд-Шомьер, Париж (классы Отона Фриза и Робера Влерика).
- 1938 — Академия Жюлиана, Париж.
- 1938 — Académie Scandinavie (класс Шарля Деспио).

## Биография
Луиза Буржуа родилась 25 декабря 1911. Её детство и отрочество прошли в Обюссоне. У родителей была мастерская по реставрации шпалер. В эти ранние годы Луиза Буржуа стала свидетельницей супружеских измен отца с английской гувернанткой, жившей у них в доме. Эти события, смерть матери в 1932 году, попытка самоубийства и сложные отношения с отцом оставили глубокие эмоциональные раны, от которых Буржуа пыталась освободиться в дальнейшем при помощи творчества. Дневники, которые она хранила с 1923, говорят о раздиравших Луизу Буржуа чувствах гнева, вины, страха. Богатое символическое творчество Буржуа носит глубоко личный характер, его нельзя рассматривать отдельно от её истории жизни.
В 1932 Буржуа поступила в Сорбонну, где изучала математику, в 1936 году занялась изучением искусствоведения в Школе Лувра и в Школе изящных искусств, ассистировала Фернану Леже, увлеклась левыми идеями (коммунизмом), сюрреализмом и конструктивизмом. Тогда же пару раз посетила Советский Союз. В 1938 вышла замуж за американского искусствоведа Роберта Голдуотера, эксперта по первобытному искусству, который стал первым директором нью-йоркского музея первобытного искусства в 1957. В 1939 вместе с мужем переехала в Нью-Йорк.
В Америке она обратилась к скульптуре. В 1947 Буржуа сделала первую вертикальную скульптуру из дерева, первая выставка её скульптур прошла в 1949 году. В 1951 году умер отец художницы, Луиза Буржуа получила американское гражданство. С 1960 году Буржуа начала преподавать на регулярной основе. С 1966 году стала участницей феминистского движения. В 1967 году Буржуа начала использовать мрамор и бронзу при создании скульптур. С 1972 году художница регулярно посещает Италию. В 1973 году умер муж Буржуа, Роберт Голдуотер. В 1977 году художница получила почётную степень доктора изящных искусств Йельского университета. В 1980 году Буржуа покупает большую студию в Бруклине. В 1982 году прошла первая ретроспектива художницы — в Музее современного искусства в Нью-Йорке. В 1985 году состоялась первая персональная выставка художницы во Франции. В 1992 году Буржуа показывает первый скульптурный энвайронмент. В 1993 году представляет США на Венецианской биеннале. В 2001—2002 в Эрмитаже прошла выставка работ Буржуа (скульптур, предметов и литографий).
31 мая 2010 года Буржуа скончалась в Нью-Йорке в возрасте 98 лет.

## Творчество

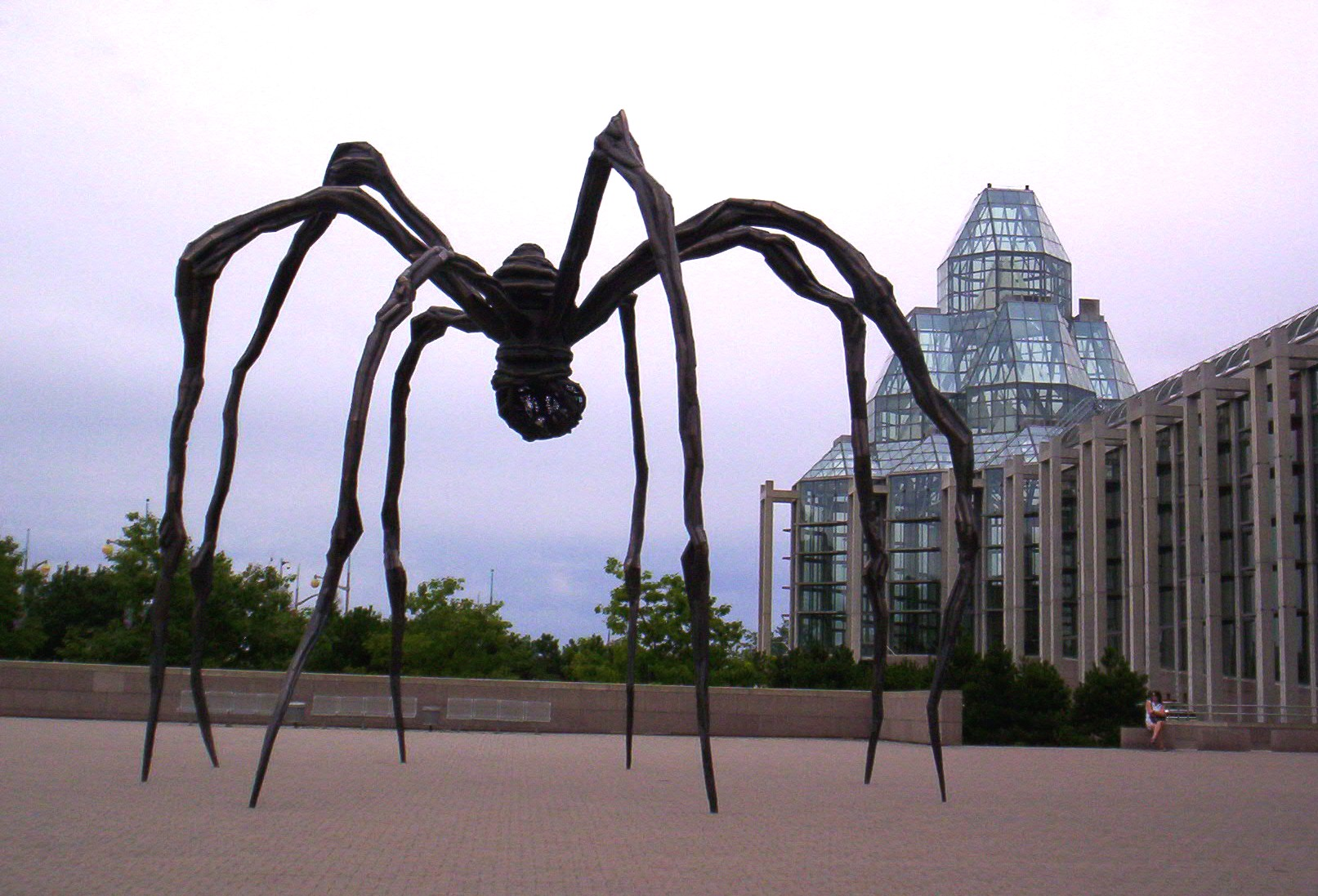
Мама, бронза, 9 м, установлена у Национальной галереи Канады

Творчество Луизы Буржуа часто называют энциклопедией современного искусства, так как в нём нашли своё отражение все основные направления искусства двадцатого века — кубизм, футуризм, сюрреализм, конструктивизм и абстракционизм. Её работы — абстрактные и фигуративные, реалистичные и фантасмагоричные, сделаны в различных манерах и из различных материалов, таких как дерево, мрамор, бронза, гипс, латекс и ткань.
В начале творческой карьеры Буржуа занималась графикой и живописью. Отражение послевоенной ситуации можно найти в ряде запоминающихся работ художницы, показанных на её первой персональной выставке. В сериях «Femme Maison» (1945—1947) и «Fallen Woman (Femme Maison)» (1946—1947), Буржуа использовала технику сюрреалистов, сплавляя различные объекты: женское тело и похожие на дома структуры. Эти работы свидетельствуют о роли художницы в качестве первопроходца поколения женщин, сломавших многие барьеры в маскулинных художественных кругах того времени. Кроме того, на более глубоком уровне, эти произведения выражали чувство разочарования и бессилия перед лицом разрушительной угрозы фашизма и войны.
В 1940-х Буржуа сконцентрировала своё внимание на скульптуре, за которую она в настоящее время признана в качестве одного из ведущих мастеров двадцатого столетия. На Буржуа значительное влияние оказал приток европейских художников-сюрреалистов, иммигрировавших в Соединённые Штаты после Второй мировой войны. В начале скульптуры Буржуа состояли из групп абстрактных и органических форм, часто вырезанных из дерева. В 1960-х она начала использовать латекс, бронзу и камень, сами произведения стали больше, отсылать к тому, что стало главной темой её творчества — травматический опыт детства.
В конце 1960-х послевоенный бум закончился, и Буржуа стала свидетелем новой волны революционной борьбы (1968—1975) и краха ряда диктатур. Она была не готова к этому новому периоду и обратилась к политике идентичности. Дистанцировав себя от социализма и левых идей во время послевоенного периода в Америке и холодной войны, Буржуа обратилась к «альтернативной» политике, основанной на гендерных проблемах. Типичными работами этого периода являются Sleep II (1967) и Fillette (1968), которые представляют собой интерпретации мужских половых органов.
Одной из самых значительных работ конца этого периода стала инсталляция Разрушение отца («Destruction of the Father», 1974), представляющая собой похожую на пещеру структуру, в которой похожие на камни фигуры окружают жертвенную плиту, на которой разбросаны части тела (в том числе куски настоящего ягнёнка, купленные в мясной лавке). Это очень тревожная работа, которая напоминает творчество одного из любимых художников Буржуа, испанца Франсиско Гойи.
В 1982 Буржуа написала текст для «Artforum», озаглавленный «Child Abuse» («Жестокое обращение с детьми»), в котором она определила свои художественные концепции почти полностью в рамках детских травм. Иллюстрацией этого периода является мраморная скульптура Femme Maison (1983) — сидящая женская фигура с головой, напоминающей здание. В Femme Maison, созданной в 1994, женская фигура лежит на спине без рук, голова сплавлена с домом, у которого есть маленькая дверь.
В 1980-х творчество Буржуа стало предметом растущего интереса. С одной стороны, различные академические круги приветствовали её, в связи с экзистенциализмом и феминизмом. С другой стороны, молодые художники интересовались её жизнью и работой из-за творческой независимости, использования различных стилей, ссылкам к истории искусства и чувствительности к социальным вопросам.
На 1990-е пришёлся новый период в творчестве Буржуа — «клетки». Одной из целей художницы было создание самодостаточного энвайронмента, независимого от музейной среды, в который можно войти. Эти конструкции представляют собой своеобразную изоляцию прошлого опыта. Название работы «Dangerous Passageway» («Опасный проход») говорит само за себя. Длинный проход, похожий на тюремный, идёт вдоль камер с образами прошлого и устройствами для пыток. В Cell (Choisy) (1990—1993) клетка содержит мраморную скульптуру дома, размещённого под большой гильотиной, напоминая сцену из ночного кошмара.
Более поздние работы (конец 1990-х годов) включают серию голов и фигур из ткани, изображающих различные стадии боли и отчаяния. Например, Couple IV (1997) представляет собой старомодную витрину вроде тех, что можно увидеть в провинциальных музеях, в которую помещены две безголовые тряпичные фигуры, будто бы пытающиеся заниматься любовью.
Луиза Буржуа создала свой особый символический словарь, в котором личный опыт и фантазии конкретизированы в выразительные образы. Например, использование паука не является признаком арахнофобии (страх пауков), а свидетельствует об обёртывающей и терпеливой матери. Таким же образом, швейные иглы не являются агрессивными символами, а используются для обозначения восстановления потерь. Дома изображены не как убежище, а в качестве камеры или клетки, где присутствует опасность потерять себя.
Широкую известность получили «Пауки» Буржуа — металлические скульптуры огромных пауков. В 1999 художница получила «Золотого льва» на 48-й Венецианской биеннале.

## Признание
- Орден Почётного легиона (2008)
- Австрийский почётный знак «За науку и искусство» (2005)
- Премия Вольфа в области искусств (2002/3)
- Императорская Премия Японии (1999)
- Национальная медаль США в области искусств (1997)

## Персональные выставки (1990—2009)
| - 2009 Hirshhorn Museum and Sculpture Garden, Вашингтон - 2008 «Diana + Actaeon, Der Verbotene Blick auf die Nacktheit», Museum Kunst Palast, Дюссельдорф - 2008 «Луиза Буржуа», Музей современного искусства, Лос-Анджелес - 2008 Museo Nazionale di Capodimonte, Неаполь - 2008 La Rivière Gentille, Галерея Hauser & Wirth, Цюрих - 2008 «Recent Drawings», Inverleith House, Эдинбург - 2007 «Луиза Буржуа», Marlborough Gallery, Лондон - 2007 Луиза Буржуа: ретроспектива, Tate Modern, Лондон; Musée National d’art moderne, Центр Помпиду; Музей Гуггенхайма, Нью-Йорк, Музей современного искусства, Лос-Анджелес; The Hirshhorn Museum, Вашингтон - 2007 Луиза Буржуа: новые работы, Hauser & Wirth, Лондон - 2007 «Буржуа в Бостоне», Институт современного искусства, Бостон - 2007 «Луиза Буржуа», Christine König Galerie, Вена - 2007 «Луиза Буржуа: абстракция», Kukje Gallery, Сеул - 2007 «Луиза Буржуа», Storm King Art Center, Нью-Йорк - 2007 «Луиза Буржуа: Crouching Spider», Филадельфийский музей искусства, Филадельфия - 2007 «Луиза Буржуа: The Woven Child», Вустерский музей искусств, Вустер - 2007 «Fugue», Kunstmuseum Bern, Graphisches Kabinett, Берн - 2006 «Луиза Буржуа», Christine Bader, Лугано - 2006 «Works on Paper from the 1940s and 1950s», Peter Blum, Нью-Йорк - 2006 Roni Horn, Hauser & Wirth, Цюрих - 2006 Goya Contemporary, Балтимор - 2006 Galerie Lelong, Париж - 2006 Greg Kucera Gallery, Сиэтл - 2006 Walters Art Museum, Балтимор - 2006 Kunsthalle Bielefeld, Билефельд - 2006 Butler Gallery, Килкенни - 2005 Galerie Karsten Greve, Кёльн - 2005 Kunsthalle Wien, Вена - 2005 Gallery Paule Anglim, Сан-Франциско - 2005 Neue Galerie im Höhmannhaus, Аугсбург - 2005 Galleri Stefan Andersson, Умео - 2005 Sublimation, Hauser & Wirth, Лондон - 2005 Museum of Contemporary Art, Северная Майами - 2005 Wifredo Lam Centre, Гавана - 2005 Kukje Gallery, Сеул - 2004 Karsten Greve, Париж - 2004 Cheim & Read Gallery, Нью-Йорк - 2004 Центр современного искусства, Малага - 2004 Daros Collection, Цюрих - 2004 Akira Ikeda Gallery Muranchi, Йокосука - 2004 The Fruitmarket Gallery, Эдинбург - 2004 Peter Blum, Нью-Йорк - 2004 Galleri Stefan Andersson, Умео - 2004 Galerie Scheffel, Бад Хомбург - 2003 Sigmund Freud Museum, Вена - 2003 Aspen Art Museum, Аспен - 2003 Zacheta Gallery of Art, Варшава - 2003 Paule Anglim Gallery, Сан-Франциско - 2003 Akademie der Künste, Берлин - 2003 Louisiana Museum for Moderne Kunst, Хумлебек - 2003 Xavier Hufkens Gallery, Брюссель - 2003 Shiraishi Contemporary Art, Токио - 2003 Dia Center for the Arts, Beacon, Нью-Йорк - 2003 Frederik Meijer Gardens and Sculpture Park, Гранд Рапидс, Мичиган - 2003 Galerie Karsten Greve, Кёльн - 2003 The Whitney Museum of American Art, Нью-Йорк - 2003 Irish Museum of Modern Art, Дублин - 2003 White Cube Gallery, Лондон - 2002 Helsinki City Art Museum, Хельсинки - 2002 Palais de Tokyo, Париж - 2002 Galería Soledad Lorenzo, Мадрид - 2002 Galerie Karsten Greve, Милан - 2002 Kukje Gallery, Сеул - 2002 Fine Arts Work Center, Массачусетс - 2002 Playhouse Square’s Star Plaza, Кливленд - 2002 The Ace Gallery, Гамильтон - 2002 Kulturhuset, Стокгольм - 2002 Beaumontpublic + Königbloc, Люксембург - 2002 Ars TEOR/éTica Fundacion, Сан-Хосе - 2002 Museet for Samtidskunst, Осло - 2002 Hauser & Wirth, Цюрих | - 2002 Kunsthaus Bregenz, Брегенц; Bunkier Sztuki Gallery of Contemporary Art, Краков; Akademie der Künste, Берлин - 2002 Krannert Art Museum, Шампейн; Madison Art Center, Мадисон - 2002 David Floria Galllery, Аспен - 2001 Galerie Karsten Greve, Париж - 2001 C&M Arts, Нью-Йорк - 2001 Cheim & Read Gallery, Нью-Йорк - 2001 Guggenheim Museum Bilbao, Бильбао - 2001 Akademie der bildenden Künste, Вена - 2001 Kunstraum Innsbruck, Инсбрук - 2001 The State Hermitage Museum, Санкт-Петербург - 2001 Peter Blum, Нью-Йорк - 2001 Rockefeller Center / Public Art Fund, Нью-Йорк - 2001 Galerie Fahnemann, Берлин - 2001 Miriam and Ira D. Wallach Art Gallery, Columbia University, Нью-Йорк - 2001 Musée d’Art Américain, Giverny/FR - 2001 Williams College Museum of Art, Williamstown MA - 2000 Hauser & Wirth Zürich, Цюрих - 2000 Galleria Karsten Greve, Милан - 2000 Galerie Lelong, Париж - 2000 Kappatos Gallery Athens, Афины - 2000 National Museum of Contemporary Art, Kyungki-do/KS - 2000 Tate Modern, Лондон - 2000 Grafiska Sallskapet, Стокгольм; Norrköpings Konstmuseum, Norrköping - 2000 Göteborg Museum of Art, Гётеборг - 2000 Jardin des Tuileries, Париж - 1999 Minneapolis Institute of Arts, Миннеаполис - 1999 Galerie Lelong, Нью-Йорк - 1999 Wexner Center for the Visual Arts, Колумбус - 1999 Remba Gallery, Западный Голливуд - 1999 Piece Unique, Париж - 1999 Museo Nacional, Centro de Arte Reina Sofìa, Мадрид - 1999 Kunsthalle Bielefeld, Bielefeld - 1999 Jaffe-Friede & Strauss Galleries, Hopkins Center, Dartmouth College, Ганновер - 1999 Maier Museum of Art, Randolph-Macon Woman’s College, Lynchburg - 1999 Galerie Karsten Greve, Кёльн - 1999 Galerie Paula Böttcher, Берлин - 1999 Galerie Seitz-von Werder, Берлин - 1999 Ernst-Museum, Будапешт - 1998 Serpentine Gallery, Лондон - 1998 Centro Cultural de Belém, Лиссабон - 1998 Barbara Krakow Gallery, Бостон - 1998 Wood Street Galleries, Питсбург - 1998 The Art Gallery of Ontario, Торонто - 1998 The Whitney Museum of American Art, Нью-Йорк - 1998 Galerie Lars Bohman, Стокгольм - 1998 Malmö Konsthall, Мальмё - 1998 Espace Saint-François, Лозанна - 1998 Musée d’Art Contemporain, Бордо - 1998 North Carolina Museum of Art, Рейли - 1998 The Art Gallery of Ontario, Торонто - 1998 The Lotos Club, Нью-Йорк - 1997 The Arts Club of Chicago, Чикаго - 1997 Xavier Hufkens Gallery, Брюссель - 1997 Prada Foundation, Милан - 1997 Rhona Hoffman Gallery, Чикаго - 1997 Cheim & Read Gallery, Нью-Йорк - 1997 The Contemporary Arts Center, Цинциннати - 1997 Centro Cultural da Light, Рио-де-Жанейро - 1997 Marion Locks Gallery, Филадельфия - 1997 Centro Cultural Banco Cultural do Brasil, Рио-де-Жанейро - 1997 Galerie Karsten Greve, Париж - 1997 Galerie Karsten Greve, Кёльн - 1997 Brooklyn Academy of Music, Бруклин - 1997 Robert Miller Gallery, Нью-Йорк - 1997 Yokohama Museum of Art, Йокогама - 1996 Hauser & Wirth Zürich, Цюрих - 1996 Galerie Soledad Lorenzo, Мадрид - 1996 University Art Museum, University of California, Беркли - 1996 The Drawing Center, Нью-Йорк - 1996 The List Visual Art Center, Massachusetts Institute of Technology, Кембридж - 1996 The Art Gallery of Ontario, Торонто | - 1996 Fundacão Cultural de Curitaba/Museu da Gravura, Куритиба - 1996 Gallery Paule Anglim, Сан-Франциско - 1996 Ville de Choisy, Service municipal d’arts plastiques, Choisy le Roi - 1996 Galerie Karsten Greve, Кёльн - 1996 Deichtorhallen, Гамбург - 1996 Musée d’art contemporain de Montréal, Монреаль - 1996 Baumgartner Galleries, Вашингтон - 1996 Rupertinum, Зальцбург - 1996 Galerie Samuel Lallouz, Монреаль - 1996 Gallery Josedoff / Harry Jack Gray Center, University of Hartford, Westford - 1996 Centro Andaluz de Arte Contemporaneo, Севилья - 1996 Museo Rufina Tamayo, Мехико - 1996 ORIEL, The Arts Council of Wales Gallery, The Friary, Кардифф - 1996 Bonnefanten Museum, Маастрихт - 1995 Museo del Arte Contemporanéo, Монтеррей - 1995 Museum of Modern Art, Оксфорд - 1995 Barbara Mathes Gallery, Нью-йорк - 1995 National Gallery of Victoria, Melbourne - 1995 Museum of Contemporary Art, Сидней - 1995 Galerie Piece Unique, Париж - 1995 Galerie Karsten Greve, Кёльн - 1995 Galerie Karsten Greve, Париж - 1995 Galeria Rudolfinum, Прага - 1995 Théâtre du Vieux Colombier, Париж - 1995 Walker Hill Art Center, Сеул - 1995 Mitsubishi-Jisho Artium, Fukuoka - 1995 École Nationale des Beaux-Art de Bourges, Bourges - 1995 Центр Помпиду, Париж - 1995 Helsinki City Art Museum, Хельсинки - 1995 Musée d’Art moderne de la Ville de Paris, Париж - 1995 Musée du Dessin et de l’Estampe Originale, Гравелин - 1995 Bibliothèque Nationale, Париж - 1994 «The Locus of Memory», The Corcoran Gallery of Art, Вашингтон - 1994 Museum of Modern Art, Нью-Йорк - 1994 Galerie Karsten Greve, Кёльн - 1994 Galerie Karsten Greve, Милан - 1994 Kestner-Gesellschaft, Hanover - 1994 Archives of American Art, Нью-Йорк - 1994 Marion Locks Gallery, Филадельфия - 1994 Peter Blum, Нью-Йорк - 1994 Galleria Karsten Greve, Милан - 1994 Galerie Espace, Амстердам - 1994 The Saint Louis Art Museum, St. Louis - 1994 Nelson-Atkins Museum of Art, Канзас - 1994 Brooklyn Museum of Art, Бруклин - 1993 Венецианская биеннале, американский павильон - 1993 Ginny Williams Family Foundation, Денвер - 1993 Galerie Ramis Barquet, Monterrey - 1993 Laura Carpenter Fine Art, Санта Фе - 1993 Jan Weiner Gallery, Topeka - 1993 Linda Cathcart Gallery, Санта Моника - 1992 Galerie Karsten Greve, Париж - 1992 National Gallery of Art, East Wing, Вашингтон - 1992 Barbara Krakow Gallery, Бостон - 1992 The Fabric Workshop, Филадельфия - 1992 Second Floor, Reykjavik - 1992 Художественный музей Милуоки, Милуоки - 1992 Ydessa Hendeles Art Foundation, Торонто - 1992 Parrish Art Museum, Southampton - 1991 Galerie Lelong, Цюрих - 1991 Kunstmuseum Bern, Берн - 1991 Kröller-Müller Museum, Otterlo - 1991 Robert Miller Gallery, Нью-Йорк - 1991 Ydessa Hendeles Art Foundation, Торонто - 1990 Galerie Karsten Greve, Кёльн - 1990 Barbara Gross Galerie, Мюнхен - 1990 Fondación Tàpies, Барселона - 1990 Galerie Krinzinger, Вена - 1990 Linda Cathcart Gallery, Санта Моника - 1990 Ginny Williams Gallery, Денвер - 1990 Monica Sprüth Galerie, Кёльн - 1990 Riverside Studios, Лондон - 1990 Städtische Galerie im Lenbachhaus, Мюнхен - 1990 Musée d’art contemporain, Lyon - 1990 Karsten Schubert, Лондон |

## Публичные коллекции
| - Australian National Gallery, Канберра - Bibliotheque Nationale de Paris, Париж - British Museum, Лондон - Carnegie Museum, Питтсбург - Cleveland Museum of Art, Кливленд - Corcoran Gallery of Art, Вашингтон - Denver Art Museum, Денвер - Grafische Sammlung Albertina, Вена - Hirshhorn Museum and Sculpture Garden, Вашингтон - Kröller-Müller Museum, Otterlo | - Kunstmuseum Basel, Базель - Kunstmuseum Bern, Берн - Metropolitan Museum of Art, Нью-Йорк - Moderna Museet, Стокгольм - Museum Ludwig, Кёльн - Museum of Modern Art, Нью-Йорк - Museum Moderner Kunst, Вена - Монреальский музей современного искусства, Монреаль - Musée National d’Art Moderne, Centre Georges Pompidou, Париж | - National Gallery of Art, Вашингтон - Национальная галерея Канады, Оттава - Philadelphia Museum of Art, Филадельфия - Reina Sofia, Мадрид - Solomon R. Guggenheim Museum, Нью-Йорк - Tate Collection, Лондон - Uffizi Museum, Флоренция - Walker Art Center, Миннеаполис - Whitney Museum of American Art, Нью-Йорк |